# IMAscore
IMAscore ist ein Unternehmen der Kreativwirtschaft mit Sitz in Paderborn, gegründet 2009. Das Team besteht vor allem aus Komponisten und Sound Designern und wurde durch die Spezialisierung auf die Musikproduktion für Freizeitparks bekannt. Darüber hinaus produziert IMAscore seit 2016 auch Musik für Film- und Computerspiel-Trailer.

## Geschichte
Das Unternehmen wurde 2009 von Andreas Kübler, Sebastian Kübler und Xaver Willebrand gegründet. Die Gründer lernten sich über das Internet kennen und verfolgten bereits zuvor gemeinsame Projekte, wie zum Beispiel die Space-Rock-Band Between Horizons, die zwei Alben veröffentlichte. Der Soundtrack für die Achterbahn Krake, die 2011 im Heide Park Resort eröffnet wurde, war deren erster für einen Freizeitpark. Es folgten Soundtracks für verschiedene Freizeitparks und Attraktionen weltweit. Nach Erreichen der Marktführerschaft in Europa 2014, hat das Unternehmen sich bis 2017 nach eigener Einschätzung zum Weltmarktführer im Bereich der Musik- und Soundproduktion für Freizeitparks entwickelt.
Mit IMAscore zeichnete Andreas Kübler verantwortlich für die Komposition zusätzlicher Musik für den Animationsfilm Sam – Ein fast perfekter Held, der in Deutschland von Universum Film verlegt und 2016 veröffentlicht wurde.
Verstärkt mediale Aufmerksamkeit erhielt das Unternehmen ab 2016 mit der Produktion von Musik für TV-Spots und für Trailer zu Filmen und Computerspielen. Eine der ersten größeren Platzierungen seiner Musik erreichte IMAscore mit dem am 27. Oktober 2016 veröffentlichten „Omen“-Trailer zum Videospiel Final Fantasy XV. Das im Trailer eingesetzte Musikwerk Endlessness wurde auf YouTube darauf folgend über eine Million Mal angeklickt (Stand 2019).
Der von IMAscore vertonte Trailer zu Insidious: The Last Key wurde bei den Golden Trailer Awards 2018 in der Kategorie Best Horror nominiert. Bei der Verleihung am 31. Mai 2018 in Los Angeles ging die Auszeichnung in der Kategorie schließlich an den „Hunt“-Trailer zum Film A Quiet Place.
Zum Thema Musikproduktion für Trailer waren die Gründer von IMAscore im Oktober 2018 zu Gast in der Live-Fernsehsendung Hier und Heute des WDR. Das Unternehmen wurde des Weiteren in der Sendung 17:30 Sat.1 vorgestellt.
Im November 2018 veröffentlichten Teaser-Trailer zu Der König der Löwen produzierte Komponist Andreas Kübler die Musik. Der Trailer ist der aktuell (Stand 2019) erfolgreichste eines Disney-Films, mit 224,6 Millionen Klicks weltweit binnen der ersten 24 Stunden nach Veröffentlichung.
Im Februar 2023 veröffentlichte Andreas Kübler auf seinem Instagram-Account die Nachricht, dass er das Unternehmen nach fast 14 Jahren verlassen wird.
Noch Ende des Jahres 2023 verließ auch Sebastian Kübler das Unternehmen.
Somit sind 2 der 3 Gründungsmitglieder und auch damit die beiden Lead Komponisten aus dem Unternehmen ausgeschieden.

## Produktionen
Es wurden folgende Soundtracks vom Unternehmen produziert und abgesetzt:

### Trailer (Auswahl)
- Der König der Löwen
- Aladdin[14]
- Der Nussknacker und die vier Reiche[15]
- Hellboy – Call of Darkness
- Rampage – Big Meets Bigger[16]
- Geostorm
- Insidious: The Last Key
- Molly’s Game
- Escape Plan 2: Hades
- Fantastic Beasts - The Secrets of Dumbledore
- Hellfest
- The Huntsman & The Ice Queen
- Final Fantasy XV
- Prey
- The Elder Scrolls Online
- Call of Duty: WW2
- The Morning Show
- Ghostbusters: Afterlife

### TV-Spots (Auswahl)
- Avengers: Infinity War[5]
- Star Wars: The Last Jedi
- Star Wars: The Rise of Skywalker
- Solo: A Star Wars Story[5]
- Die Unglaublichen 2
- Drachenzähmen leicht gemacht[17]
- Captain Marvel[18]
- Breakthrough[19]
- Maze Runner – Die Auserwählten in der Todeszone
- Jurassic World: Das gefallene Königreich[15]
- Only The Brave

### Freizeitparks (Auswahl)
| Park                                 | Attraktion | Land                          |
| ------------------------------------ | --- | ----------------------------- |
| Hansa-Park                           | Der Schwur des Kärnan(mit den Budapester Symphonikern), Highlander, Nessie, Der Kleine Zar, Störtebekers Kaperfahrt, Awildas Abenteuerfahrt, Hansa-Park Eingangsbereich, Fondaco Dei Tedeschi, Herbstzauber am Meer, Freilichtbühne “Alter Jahrmarkt”, Hansa-Park Parade, John Burke’s Seelöwenshow, | Deutschland                   |
| Heide Park Resort                    | Krake, Flug der Dämonen, Colossos – Kampf der Giganten, Schweizer Bobbahn, Grottenblitz, Ghostbusters 5D, Wüstenflitzer, Grottenblitz, Krake Lebt!, Limit, Drachenzähmen: Die Insel, Sultans Spassbad, Bulls & Bandit                                                                                | Deutschland                   |
| Movie Park Germany                   | Star Trek: Operation Enterprise(mit den Budapester Symphonikern), Excalibur - Secrets of the dark forest, The Lost Temple, Movie Park Studio Tour, Project Ningyo, Area 51 – Top Secret, Teenage Mutant Ninja Turtles: License To Drive, Crazy Cops; Stuntshow, The Walking Dead: Breakout           | Deutschland                   |
| Phantasialand                        | Chiapas im (mit den Budapester Symphonikern), Talocan, Mystery Castle, Themenbereich Klugheim mit den Achterbahnen Taron und Raik, Themenbereich Rookburgh mit Achterbahn F.L.Y., Crazy Bats, Temple of the Night Hawk, Das verrückte Hotel Tartüff, River Quest                                     | Deutschland                   |
| Europa-Park                          | Blue Fire Megacoaster, Dancing Dingie, Eurosat Coastiality: Valerian and the City of a Thousand Planets, Abenteuer Atlantis | Deutschland                   |
| Alton Towers                         | The Smiler, Wicker Man, Galactica, Fireworks 2015/Monorail, Alton Towers Street, Spinball Whizzer, Alton Towers Scarefest, The Enchanted Village, Rollercoaster Restaurant | Vereinigtes Königreich        |
| Toverland                            | Dwervelwind, Troy, Scorpios, Fēnix, Port Laguna, Maximus' Blitz Bahn, Villa Fiasko, Djengu River, Merlin's Quest, Backstroke | Niederlande                   |
| Paultons Park                        | Themenbereich Tornado Springs mit der Achterbahn Storm Chaser | Vereinigtes Königreich        |
| Walibi Rhône-Alpes                   | Generator, Mystic, Timber, Les Mystères de l’Or Vert | Frankreich                    |
| Liseberg                             | Helix, Valkyria, Loke, Underlandet, AeroSpin, Luna, Mechanica | Schweden                      |
| Linnanmäki                           | Kingi, Taiga, Poppis, Linnanmäki Eingangsbereich, Kanninlandet | Finnland                      |
| Thorpe Park                          | Derren Brown’s Ghost Train, Black Mirror Labyrinth, The Walking Dead – The Ride, The Big Top, Hyperia | Vereinigtes Königreich        |
| Fantasiana Erlebnispark Straßwalchen | Mami Wata, Schloss Dracula, Fridolin’s Verrückter Zauberexpress, Flyrosaurus | Österreich                    |
| Walibi Belgium                       | Themenbereiche Karma World und Fun world, Pulsar, Tiki-Waka | Belgien                       |
| Schwabenpark                         | Wilde Hilde, Hummel Brummel, Santa Lore, Das Sägewerk | Deutschland                   |
| Kings Island                         | Orion, Mystic Timbers | Vereinigte Staaten            |
| Serengeti Park                       | Jurassic Safari, Eiszeit Safari, Tiere der Zukunft | Deutschland                   |
| Freizeitpark Plohn                   | El Toro, Dynamite, El Toro | Deutschland                   |
| VinWonders Phu Qoc                   | Wrath of Zeus | Vietnam                       |
| Bobbejaanland                        | Themenbereich Land of Legends, Fury | Belgien                       |
| TusenFryd                            | HuriHuri | Norwegen                      |
| Madame Tussauds                      | Alien Escape | Vereinigtes Königreich London |
| Dream Island                         | Dream Island | Russland                      |
| Potts Park                           | Pottwal, Crazy Cars | Deutschland                   |
| Taunus Wunderland                    | Wundergleiter | Deutschland                   |
| Cedar Point                          | Snake River Expedition | Vereinigte Staaten            |
| Legoland Windsor                     | Haunted House Monster Party | Vereinigtes Königreich        |
| Tripsdrill                           | Mammut, Karacho, Höhenflug, Wilde Gautsche | Deutschland                   |
| Fraispertuis City                    | Golden Driller | Frankreich                    |
| Jaderpark                            | Okavango River, JADE-Express, Ziegelblitz | Deutschland                   |
| Fort Fun                             | Thunderbirds, Fort Fun L.A.B.S. | Deutschland                   |
| Wiener Prater                        | Gesengte Sau | Österreich                    |
| Chessington World of Adventures      | The Mystery of Hocus Pocus Hall | Vereinigtes Königreich        |
| Bellewaerde                          | Wakala | Belgien                       |
| Karls Erlebnis-Dorf                  | K2 | Deutschland                   |
| Sea Life Centre                      | | (weltweit)                    |
| Legoland Discovery Centre            | | (weltweit)                    |

### Fernsehen (Auswahl)
- Grimme-Preis[25]
- Welt der Wunder[26]
- Turn-Europameisterschaften 2011[27]

## Diskografie

### Soundtrack CDs (Auswahl)
- Shadows Of Darkness – The Van Helsing Show (2012)
- Magical Valley – Official Soundtrack (2013)
- Minas Abenteuer – Der Baum der Wunder (2013) über Der Audio Verlag
- Chiapas DIE Wasserbahn – DER Soundtrack (2014)
- The Soundtrack Of Mami Wata (2015)
- Heide Park Resort Soundtrack (2015)
- Magic Forest – Official Soundtrack (2015)
- Der Sound des KÄRNAN (2015)
- Liseberg Soundtrack-CD (2016)
- Hollywood On Parade (2016)
- Klugheim Soundtrack (2016)
- Star Trek: Operation Enterprise – Der Offizielle Soundtrack (2017)
- Thorpe Park Resort Soundtrack (2017)
- Troy – Official Soundtrack (2018)
- Avalon – Official Soundtrack (2018)
- Port Laguna – Official Soundtrack (2018)
- Rookburgh Soundtrack (2021)

### EPs
- Budapest (2018)
- Winterstorm (2018)

## Auszeichnungen
- 2012: European Talent Award in der Kategorie Best Sound Design für Sebastian Kübler, verliehen bei der SoundTrack Cologne 9.0[28]
- 2012: Kultur- und Kreativpiloten Deutschland, verliehen durch die Initiative Kultur- und Kreativwirtschaft des Bundes[29]
- 2013: FKF Award für den Soundtrack des Themenbereichs Magische Vallei im Freizeitpark Toverland, verliehen durch den Freundeskreis Kirmes und Freizeitparks[30]
- 2013: 2. Platz Gründerpreis NRW[31]